# Tobiáš Hübner
Tobiáš Hübner (Tobias Hübner; uváděn též jako Jan Hübner) (1647/1648 Svoboda nad Úpou – 2. prosince 1715 Litoměřice) byl český římskokatolický duchovní, generální vikář litoměřické diecéze a sídelní kanovník katedrální kapituly u sv. Štěpána v Litoměřicích.

## Život
V letech 1675-1681 byl farářem v Libouchci. v letech 1681 - 1686 v Krásném Lese a v letech 1686-1693 v Nebočadech. Druhý litoměřický biskup Jaroslav Ignác Šternberk jmenoval v roce 1694 Tobiáše Hübnera sídelním kanovníkem katedrální kapituly v Litoměřicích. Stal se také kanovníkem seniorem; v té době to byla druhá nejvýznamnější pozice v kapitule. Když byl na litoměřického biskupa vysvěcen v Bratislavě v roce 1711 Hugo František Königsegg-Rottenfels, který v diecézi vůbec nepobýval, ustanovil Hübnera, znalého místních poměrů, generálním vikářem litoměřické diecéze. Ten zastupoval nepřítomného biskupa v úředních věcech. Biskup Königsegg-Rottenfels byl pak v Litoměřicích intronizován až 11. října 1716, tedy dva roky po smrti Hübnera.